# 村上弘樹
村上 弘樹（むらかみ ひろき、1995年1月31日 - ）は、地方競馬の名古屋競馬場瀬戸口悟厩舎所属の騎手である。

## 経歴
小学生の時に、みどりのマキバオーのアニメビデオを見た際に、競馬に興味を持ち、背が低かったので騎手を志すようになった。中学3年生でJRAの競馬学校を受験したが不合格。その後、国際馬事学校に進学し、高校1年、2年でも競馬学校を受験したが不合格となり、高校3年生のときに地方競馬教養センターを受験し合格する。
名古屋の井手上慎一厩舎に所属し、2014年4月14日、名古屋競馬第4競走でレディスターダストで初騎乗を果たす（9頭立て7着）。同日、第5競走でファンタスキーに騎乗し2戦目で初勝利を挙げた。
2016年1月20日、高知競馬場で行われた全日本新人王争覇戦に出場し、10人中4位に入る。同年4月23日付で井手上慎一厩舎から田中敏和厩舎に移籍した。
2016年11月16日、第8競走でアスリートラヴに騎乗し、1着。地方通算100勝を達成した。
2019年1月3日の新春盃をオールージュで制し、重賞初制覇を飾った。
2019年には平成30年愛知県競馬組合騎手賞フェアプレー賞を受賞した。
2020年4月1日付で田中敏和調教師の引退に伴い、瀬戸口悟厩舎に移籍した。
2021年4月7日、第7競走をペイシャバレーで勝利し、地方通算500勝を達成。

## 主な騎乗馬
- オールージュ（2019年新春盃）
- トリマゴラッキ（2019年中京ペガスターカップ）
- エムエスクイーン（2020年中京ペガスターカップ）